# توت، ترکیه
توت، ترکیه (به لاتین: Tut, Turkey) یک منطقهٔ مسکونی در ترکیه است که در استان آدیامان واقع شده‌است.

## خصوصیات
توت ۱٬۱۰۰ متر بالاتر از سطح دریا واقع شده‌است.